# عزلة لبعوس (لحج)
لبعوس منطقة من مناطق يافع جنوب اليمن، يوجد فيها الكثير من القرى ومن أهم القرى آل منصور والموحس والبارك و تي كبابة (يافع) وجروه و وال أحمد والهجر وال عمر وال بن صلاح والهرم وآل باعبّاد التي تعد من أعرق العائلات التي لها دور كبير في إصلاح ذات البين أيام الفتن قبل استقلال جنوب اليمن من بريطانيا. وهي عاصمة يافع السياسية. ويقع في لبعوس سنوياً احتفال شعبي يافعي يقع بعد العيد وأول أيامه يكون في حبيل قلحة (المنصة).

## الأسواق
يوجد في لبعوس عدة أسواق منها:
سوق السلام: كان قديماً سوق السلام يسمى بمجنة العقار يعني مقبرة بالهجة اليافعي مجنة حيث انة كانت الفتن منتشرة وكان يتقاتلون أهل الديوان وال أحمد والهجر وال منصور فيما بينهم وبعد أن ظهرت الجبهة الإصلاحية اليافعية اصلحت بين الناس في هذا المكان فسمي سوق السلام لأنة تسالمت فية القبائل وساد الأمن المنطقة ونبذو الثأر والعصبية القبلية ومنذ ذالك الحين وهو يسمى بسوق السلام.
سوق 14 أكتوبر
سوق الفرزة
كذلك توجد في لبعوس الآن كلية التربية وهي فرع من جامعة عدن وهي تقع بين قرية القندول والسحلة.
ومن أقدم قرى آل بن صلاح قرية القندول وهي امتداد قرية الخرابة والتي سميت بهذا الاسم بعد تدميرها في فترة الفتن وكانت سابقا تدعى (بحصن الجهوري) وقرية المبعل وانشقة منها البعلسية وانشقة من البعلسية القرى التالية السوداء الجبانة لمالح الحصين.
من أشهر ملاعب البعلسية ملعب تي النقدين وملعب الاصية وملعب حبيل السقاية الموجود في قرية السوداء وتم تسوير ملعب حبيل السقاية الذي في السوداء حرصا لحرمة المقبرة والغاء اللعب فية.
ومن أشهر الابار في البعلسية:
- المدهور
- بلسان
- الاصتي
- تلث
- تي خبيع
- الحنانة
- برق
- المدورة
- الجديدة
- العنب
- الرخيل
- البالية